# ウォルター・クルーガー
ウォルター・クルーガー（Walter Krueger, 1881年1月26日 - 1967年8月20日）は、アメリカ陸軍の軍人、最終階級は大将。
西プロイセンで軍人の子として生まれ、のちにアメリカに移ったドイツ系アメリカ人。第二次世界大戦期のニューギニアの戦いおよびフィリピンの戦いにおいてアメリカ第6軍を率いて日本軍と対峙し、これを駆逐した。陸軍士官学校（ウェストポイント）卒業生（ウェストポインター）ではなかったクルーガーは、一介の兵卒から大将に昇進した最初のアメリカ陸軍の軍人でもあった。
ナチス・ドイツにおけるドイツ国防軍のヴァルター・クリューガー装甲兵大将や武装親衛隊のヴァルター・クリューガー（Walter Krüger）親衛隊大将とは全くの別人であるが、「ü」が代用表記で「Ue」と記された場合には同じアルファベット表記となる。

## 生涯

### 前半生
ウォルター・クルーガーは1881年1月26日、ドイツ帝国西プロイセンのフラトウ（現在のポーランド領ズウォトゥフ）に、地主の息子で普仏戦争に従軍した軍人のユリウス・クルーガーと、妻アンナの間に生まれる。ウォルターが8歳のときにユリウスが亡くなると、アンナは3人の子供を連れて叔父のいたミズーリ州セントルイスに移り住み、再婚後にはインディアナ州マディソンに引っ越した。
1898年6月17日、クルーガーは高等学校の仲間とともに第二義勇歩兵部隊に入隊し、米西戦争に参加する。サンティアーゴ・デ・クーバに到着してサンファン・ヒルの戦いを戦い、1899年2月に部隊から離れたあとはオハイオ州で土木技師となる。しかし、間を置かずして1899年6月に勃発した米比戦争は、クルーガーを兵士として呼び戻した。第12歩兵連隊に入隊したクルーガーは、アーサー・マッカーサー・ジュニア少将率いる第2歩兵師団の一部としてエミリオ・アギナルド率いる反乱軍と対決するためにフィリピンにわたり、第12歩兵連隊はアギナルドを追ってアンヘレスからタルラックを経てダグパンと、ルソン島中央部を縦断して進撃した。この米比戦争のさなかにクルーガーは軍曹に昇進し、次いで1901年7月1日には少尉に任官してマリンドゥケの第30歩兵連隊に異動した。
1903年12月、クルーガーは第30歩兵連隊とともにアメリカに帰国し、翌1904年9月にはフィリピンで出会ったグレース・アイリーン・ノーヴェルと結婚した。グレースとの間にはジェームズ・ノーヴェル・クルーガー（1905年7月29日 - 1964年12月）、ウォルター・クルーガー・ジュニア（1910年4月25日 - 1997年2月15日）および1913年1月24日に生まれたドロシー・ジェーン・クルーガーの3人の子供をもうけた。ジェームズとウォルター・ジュニアはともにウェストポイントに進み、ジェームズは1926年組、ウォルター・ジュニアは1931年組であった。ドロシーはオーブリー・デウィット・スミス大佐と結婚し、軍人一族としての枝を伸ばした。
1904年、クルーガーはカンザス州レブンワース砦にある歩兵・騎兵学校に進み、1907年にはアメリカ陸軍指揮幕僚大学に進んだ。フィリピンへの二度目の赴任のあと、クルーガーはレブンワースにおいて語学教師を務め、英語とフランス語と同様に話せるスペイン語およびドイツ語を教えた。語学のみならず、規律と訓練および軍事史学についても長けていたクルーガーは、これらについても教えることがあった。特にドイツ帝国将校ウィリアム・バルックの『戦術（Tactics）』をはじめとするドイツ帝国軍関連の著作の翻訳をいくつか手がけた。

### 第一次世界大戦
1914年の第一次世界大戦勃発後、クルーガーはドイツ帝国軍のオブザーバー職を提示されるが、家族を重んじてこれを辞退し、代わりにペンシルベニア陸軍州兵第10歩兵連隊に配属された。1916年6月23日、ジョン・パーシング大佐によるパンチョ・ビリャ遠征軍の一環として第10歩兵連隊は10月からメキシコ国境地帯に5か月間配備された。
アメリカの大戦参戦後、クルーガーはキャンプ・ザカリー・テイラー駐屯の第84歩兵師団のスタッフに加わり、作戦部門の副主任となった。1917年8月5日に主任に上がり、翌1918年2月にはフランスに赴き、ラングルの遠征軍幕僚大学に入る。1918年5月、大学のスタッフはフランスからの帰国を命じられるが、クルーガーは第26歩兵師団のスタッフを兼ねていたので残留した。フランス陸軍は、クルーガーがドイツ系であることを理由に第84歩兵師団とともに帰国することを要求し、1918年8月にいたってこれに従った。1918年10月からは戦車隊の参謀を務めた。間もなく大戦は終結し、クルーガーは一時的に大佐に昇格して第6軍団と第4軍団の副官となる。1919年、クルーガーはフランスでの軍功により陸軍殊勲章を受章した。

### 戦間期
大戦後、1920年6月30日付でクルーガーは恒久的な地位としての大佐に昇進。ジョージア州フォート・ベニングの陸軍歩兵学校とカンザス州キャンプ・ファンストン駐屯の第55歩兵連隊長を歴任ののち、陸軍大学校を受講して1921年に卒業後も引き続き学校に残って講師を務めた。1922年から1925年までは陸軍参謀本部入りして戦争計画部門を担当。1927年、クルーガーはアメリカ陸軍航空隊を志すも、飛行教官だったクレア・リー・シェンノート中尉によって落第となった。その前年の1926年には、かねてから受講してた海軍大学校を卒業し、同校においては1928年から1932年までの間講師を務めた。
1932年から1934年の間、クルーガーはジェファーソン・バラック駐屯地の第6歩兵連隊長を務める。その後は戦争計画部門に戻り、1936年5月からは部門のトップに就任した。1936年10月に臨時に准将に昇進ののち、1938年6月にフォート・ジョージ・G・ミードの第16歩兵旅団長となる。1939年2月に少将に一時昇進ののちはフォート・サム・ヒューストンの第2歩兵師団を指揮し、1939年10月には第8軍団長となった。

### 第二次世界大戦
1941年5月、クルーガーは臨時に中将に昇進し、第3軍と南部防衛司令部の司令官を兼ねる。クルーガーは、この2つのポストで第二次世界大戦参戦を迎えることとなった。
1943年1月、クルーガーはオーストラリアに赴いて新編成の第6軍の司令官となる。第6軍の下には第1軍団、第10軍団、第14軍団および第24軍団がおり、クルーガーの第6軍はこれら4個軍団を中心として日本軍と対峙することとなった。第6軍はカートホイール作戦の主軸として、ウッドラーク島およびキリウィナ確保のクロニクル作戦（1943年6月）を手始めに、ニューブリテン島（1943年12月 - 1944年2月）、アドミラルティ諸島の戦い（1944年2月 - 5月）、アイタペの戦い（1944年7月 - 8月）およびモロタイ島の戦い（1944年9月 - 10月）と飛び石作戦で攻め上り、1944年10月からのフィリピンの戦いでもレイテ、ミンドロを経てルソン島と日本軍を追い詰めていった。
一連の戦いのさなかであった1943年11月、クルーガーは最高機密部隊としてアラモ・スカウトを編成し、戦線に投入した。部隊名はテキサス州サンアントニオのアラモ伝道所にちなみ、クルーガーは小規模な志願部隊のアラモ・スカウトに高度な訓練を施し、敵陣奥深く入り込ませて情報収集や戦術的な偵察を行わせて第6軍の上陸作戦などの助けにした。
1945年3月、クルーガーは四つ星の大将に昇進。日本が降伏したあとの1945年9月には日本に進駐して占領行政の一翼を担った。1946年1月にいったん中将の地位に戻るが、1946年7月に大将の地位をもって退役した。

### 戦後
引退したクルーガーは、初めて家を買い求めたサンアントニオに移り、1953年には回顧録 "From Down Under to Nippon: the Story of the 6th Army In World War II" を執筆して出版した。
クルーガーの引退生活は、家族の不幸が相次いで穏やかではなかった。まず長男のジェームズが将校にふさわしくない行為を行ったとして1947年に陸軍を追われ、妻のグレースは健康がすぐれず1956年3月13日に亡くなった。1952年には娘のドロシーが、夫で日本に滞在中のスミスをナイフで刺し殺すという事件を起こし、軍法会議において有罪の評決が下されたものの死刑と終身の重労働の刑に3票ずつ分かれて全会一致とならず結論が出なかった。しかし、1955年に合衆国最高裁判所は民間人に対する軍法会議が違憲であると判決を下し、ドロシーは釈放された。合衆国最高裁は、海外に駐留するアメリカ軍軍人と、その扶養家族に対する軍法会議の管轄権の問題について、1956年の時点ではドロシーに対する有罪判決に有利に作用したと考えられたが、翌1957年になって一転、有罪判決は翻ることとなった。
1962年、サンアントニオにクルーガーの名前を冠したクルーガー中学校が設立された。最晩年のクルーガーはサンアントニオを離れてペンシルベニア州バレーフォージに移り、1967年8月20日に86歳で没した。クルーガーは家族とともにアーリントン国立墓地第30区画に埋葬されている。
フィリピンの戦いを扱った2005年公開の映画『ザ・グレート・レイド』において、デイル・ダイがクルーガー役を演じた。この映画は、悪名を馳せた日本軍のカバナツアン収容所からアメリカ人捕虜を救出した、あまり知られていない実話に基づいた作品となっている。